# Bryoerythrophyllum atrorubens
Bryoerythrophyllum atrorubens là một loài Rêu trong họ Pottiaceae. Loài này được (Besch.) P.C. Chen mô tả khoa học đầu tiên năm 1941.